# 冲量

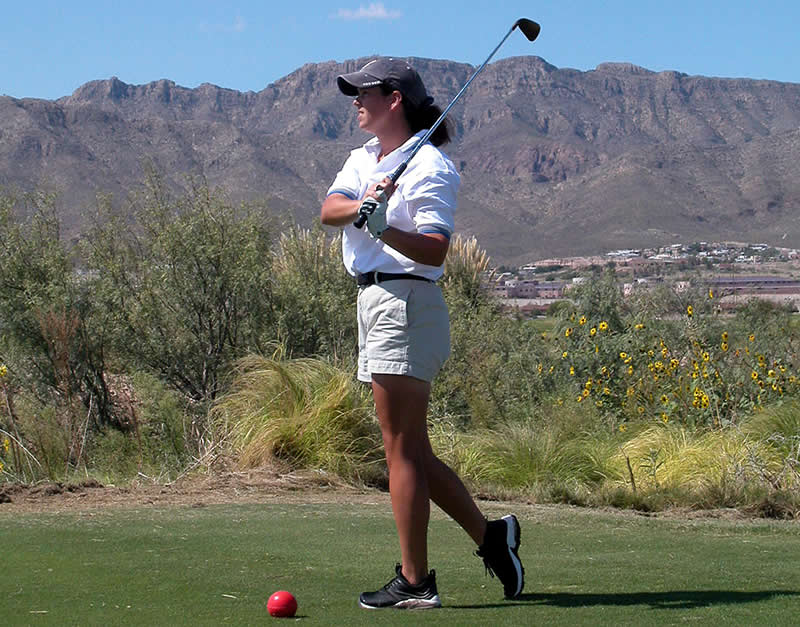
在揮桿擊飛高爾夫球的過程中,會有一股很大的作用力短暫時間地施加於高爾夫球，這可以描述為球桿施加衝量於高爾夫球。

冲量（英语：impulse，也可被标作 {\displaystyle J} 或 Imp）是作用在物体上的力在时间上的累积效果。

## 定义
冲量的量纲和单位都与动量一样。（ kg · m / s 或 N · s ）
一个随时间改变的力对一个物体的冲量指这个力的作用对时间的积累效果。即力对时间的积分：
{\displaystyle \mathbf {I} =\int \mathbf {F} \,dt} ；
其中，{\displaystyle \mathbf {I} } 是冲量（有时也记作 {\displaystyle \mathbf {J} } ），{\displaystyle \mathbf {F} } 是作用的力，{\displaystyle t} 是时间。
力 {\displaystyle \mathbf {F} } 是动量 {\displaystyle \mathbf {p} } 的时变率，因此，冲量也是动量的变化量，关系则如下：
{\displaystyle \mathbf {I} =\int {\frac {d\mathbf {p} }{dt}}\,dt}
{\displaystyle \mathbf {I} =\int d\mathbf {p} }
{\displaystyle \mathbf {I} =\Delta \mathbf {p} }
冲量的研究对象，在一般情况下是单个质点，有时也可以是多个质点组成的物体系。
当外力为定力时，定力的冲量简化为这个力与其作用时间的乘积。
{\displaystyle \mathbf {F} \Delta t=m\Delta \mathbf {v} =\Delta \mathbf {p} }；
其中，{\displaystyle \mathbf {F} } 是作用于物体上的定力，{\displaystyle \Delta t} 是作用的时间，{\displaystyle m} 是受力物的质量，{\displaystyle \Delta \mathbf {v} } 是作用时间内物体的速度变化量，{\displaystyle \mathbf {F} \Delta t} 是冲量，{\displaystyle m\Delta \mathbf {v} =\Delta (m\mathbf {v} )} 是动量变化量。

## 运算
由于冲量 {\displaystyle \mathbf {F} \cdot t} 和动量 {\displaystyle m\cdot \mathbf {v} } 均是向量，所以动量定理是一个向量式，动量的方向与其速度的方向相同。动量的运算符合向量运算规则，按平行四边形法则进行。如果物体运动在同一直线上，在选定正向以后，动量的运算就可以简化成代数运算。
{\displaystyle \mathbf {F} ={\frac {\Delta \mathbf {p} }{\Delta t}}={\frac {m\cdot \Delta \mathbf {v} }{\Delta t}}} ，
{\displaystyle \mathbf {F} \cdot \Delta t=\Delta \mathbf {p} =m\cdot \Delta \mathbf {v} }（假设质量不变）．